# Ophiocnida californica
Ophiocnida californica är en ormstjärneart som beskrevs av Rudolf Christian Ziesenhenne 1940. Ophiocnida californica ingår i släktet Ophiocnida och familjen trådormstjärnor. Inga underarter finns listade i Catalogue of Life.